# II liga polska w piłce siatkowej mężczyzn (2009/2010)/Grupa I
Rozgrywki grupy I, II ligi w sezonie 2009/10 rozpoczęły się 26 września 2009, a do rywalizacji zgłoszono 10 zespołów. Cztery pierwsze drużyny po rundzie zasadniczej zagrają w finałach play-off, których zwycięzca weźmie udział w zmaganiach z mistrzami pozostałych grup o awans do I ligi.

## Faza Play-off

### I Runda
|  |  | PÓŁFINAŁY |  |
|  |  | --------- |  |

| 13.02.2010 | Stelmet AZS UZ Zielona Góra | 3:1 (21:25, 26:24, 25:16, 25:14) | Cuprum Lubin |

| 14.02.2010 | Stelmet AZS UZ Zielona Góra | 3:2 (22:25, 27:25, 30:32, 25:15, 15:11) | Cuprum Lubin |

| 27.02.2010 | Cuprum Lubin | 3:1 (25:21, 22:25, 25:20, 25:19) | Stelmet AZS UZ Zielona Góra |

| 28.02.2010 | Cuprum Lubin | 1:3 (23:25, 25:17, 12:25, 19:25) | Stelmet AZS UZ Zielona Góra |

| 13.02.2010 | Grześki Kalisz | 3:1 (25:20, 29:27, 15:25, 28:26) | AZS UAM Poznań |

| 14.02.2010 | Grześki Kalisz | 1:3 (20:25, 25:22, 20:25, 25:27) | AZS UAM Poznań |

| 27.02.2010 | AZS UAM Poznań | 3:2 (25:22, 23:25, 25:23, 24:26, 15:6) | Grześki Kalisz |

| 28.02.2010 | AZS UAM Poznań | 3:1 (25:23, 14:25, 25:20, 25:22) | Grześki Kalisz |

|  |  | MECZE O MIEJSCA 7-10 |  |
|  |  | -------------------- |  |

| 13.02.2010 | Chemik Bydgoszcz | 3:0 (25:14, 25:18, 25:15) | Czarni Pruszcz Gdański |

| 14.02.2010 | Chemik Bydgoszcz | 3:0 (25:12, 25:18, 25:20) | Czarni Pruszcz Gdański |

| 27.02.2010 | Czarni Pruszcz Gdański | 0:3 (20:25, 20:25, 22:25) | Chemik Bydgoszcz |

| 13.02.2010 | Orion Sulechów | 1:3 (23:25, 24:26, 28:26, 22:25) | Trefl II Gdańsk |

| 14.02.2010 | Orion Sulechów | 1:3 (25:19, 23:25, 21:25, 19:25) | Trefl II Gdańsk |

| 27.02.2010 | Trefl II Gdańsk | 3:0 (25:22, 25:21, 25:23) | Orion Sulechów |

### II Runda
|  |  | FINAŁY |  |
|  |  | ------ |  |

| 13.03.2010 | Stelmet AZS UZ Zielona Góra | 2:3 (23:25, 25:19, 29:31, 25:19, 11:15) | AZS UAM Poznań |

| 14.03.2010 | Stelmet AZS UZ Zielona Góra | 2:3 (20:25, 25:16, 18:25, 25:18, 11:15) | AZS UAM Poznań |

| 26.03.2010 | AZS UAM Poznań | 3:2 (25:19, 20:25, 23:25, 25:17, 15:8) | Stelmet AZS UZ Zielona Góra |

|  |  | MECZE O 9 MIEJSCE |  |
|  |  | ----------------- |  |

| 13.03.2010 | Orion Sulechów | 3:2 (26:28, 25:21, 25:20, 21:25, 15:13) | Czarni Pruszcz Gdański |

| 14.03.2010 | Orion Sulechów | 3:0 (27:25, 25:21, 25:19) | Czarni Pruszcz Gdański |

| 27.03.2010 | Czarni Pruszcz Gdański | 3:1 (25:18, 23:25, 25:22, 25:29) | Orion Sulechów |

| 28.03.2010 | Czarni Pruszcz Gdański | 0:3 (25:27, 28:30, 22:25) | Orion Sulechów |

## Klasyfikacja Końcowa
| Miejsce | Zespół                      | Uwagi              |
| ------- | --------------------------- | ------------------ |
| 1       | AZS UAM Poznań              | turniej finałowy   |
| 2       | Stelmet AZS UZ Zielona Góra |                    |
| 3       | Cuprum Lubin                |                    |
| 4       | Grześki Kalisz              |                    |
| 5       | STS Olimpia Sulęcin         |                    |
| 6       | Krispol Września            |                    |
| 7       | Chemik Bydgoszcz            |                    |
| 8       | Trefl II Gdańsk             |                    |
| 9       | Orion Sulechów              | turniej barażowy   |
| 10      | Czarni Pruszcz Gdański      | spadek do III ligi |